# 博韦站
博韦站是法国的一个铁路车站，位于法国北部城市，瓦兹省省会博韦。

## 位置
博韦站位于博韦市区的中南部，老城区南侧。车站大致呈东西走向，开口朝北。

## 车站历史
博韦站最初建于1857年，是克雷伊－博韦铁路的终点站，由当时的北部铁路公司运营。而连接博韦的另一条铁路——巴黎－勒特雷波尔铁路则于1877年开通，并由此成为了连接巴黎和博韦之间最近的铁路线。此后，博韦又开通了前往吉索尔方向的铁路，但因客流不佳而于1973年关闭。1999年，巴黎与博韦之间的铁路电气化完成。

## 停靠线路
以下列车线路在博韦站停靠：
| 博韦站列车线路表     |              |                           |          |              |
| 线路                 | 车种         | 上一站                    | 下一站   | 大致运行频率 |
| 巴黎—博韦            | 法国大区列车 | 圣苏皮斯欧特伊            | （终点） | 每天10~18趟  |
| 博韦—勒特雷波尔      | 法国大区列车 | （起点）                  | 埃尔西   | 每天2~4趟    |
| 博韦—阿班库尔/赛尔科 | 法国大区列车 | （起点）                  | 埃尔西   | 每天1~2趟    |
| 巴黎—勒特雷波尔      | 法国大区列车 | 圣苏皮斯欧特伊            | 埃尔西   | 每周1趟      |
| 克雷伊—博韦          | 法国大区列车 | 艾尔姆贝尔特库尔/罗希孔代 | （终点） | 每天4~14趟   |
| 1. 2. 3.             |              |                           |          |              |

## 配套交通

### 大巴车
博韦站对应的大巴车上下车地点为博韦汽车站（Gare routière de Beauvais），位于博韦站西侧。
| 停靠博韦汽车站的大巴车 |                             |                                                                                                   |
| 上下车地点             | 运营单位                    | 主要目的地                                                                                        |
| 博韦汽车站             | 皮卡第城际客运 Car Picardie | 亚眠、博韦机场、布雷特伊                                                                          |
| 博韦汽车站             | 瓦兹省城际客运              | 昂索维莱尔、圣于昂肖塞、特约、尼维莱尔、克莱蒙、梅吕、吉索尔、福尔默里耶                          |
| 博韦汽车站             | SNCF                        | 阿班库尔、克雷伊、勒泰波尔 （当某条铁路线施工或罢工时，SNCF可能会提供途径该线路沿途站点的大巴车） |
| 1. 2. 3.               |                             |                                                                                                   |

### 市内交通
| 博韦站附近的市内公共交通线路 |            | |
| 公交车站名称                 | 位置       | 停靠线路 |
| Gare SNCF                    | 博韦站门口 | - C1路：博韦-圣让 ↔ 博韦-阿根廷 - 4路：博韦-马拉德雷里 ↔ 博韦-马尔塞·达索公园 - 5路：博韦-栗树 ↔ 博韦-布拉谢风车 - 6路：博韦-市政厅 ↔ 提耶-博韦提耶机场 |
| Gare SNCF                    | 博韦站后门 | - 3路：博韦-吕斯雷 ↔ 博韦-代利 |
| 1. 2. 3.                     |            | |

## 临近车站
| 博韦站（Gare de Beauvais）     |                    |          |
| 上行车站                       | 线路               | 下行车站 |
| 圣苏皮斯欧特伊站               | 巴黎－勒泰波尔铁路 | 埃尔西站 |
| 罗希孔代站                     | 克雷伊－博韦铁路   | （终点） |
| - 本表仅显示运营中的线路及车站 |                    |          |